# Raffaele Vicentini
Raffaele Angelo Vicentini (1826 nebo 1827 San Pier d'Isonzo – 8. srpna 1885 Conegliano) byl rakouský inženýr a politik italské národnosti, v 2. polovině 19. století poslanec Říšské rady.

## Biografie
Vystudoval střední školu v Udine a pak na Padovské univerzitě a Vídeňské univerzitě. Po studiích se usadil v Terstu a po složení zkoušek roku 1857 se stal civilním inženýrem. Zapojil se do veřejného života. Byl členem městské samosprávy a předsedou tělovýchovného spolku rozpuštěného roku 1876.
Zasedal rovněž coby poslanec Říšské rady (celostátního parlamentu Předlitavska), kam nastoupil v doplňovacích volbách roku 1877 za velkostatkářskou kuriiv korunní zemi Gorice a Gradiška. Slib složil 21. září 1877. V roce 1878 zasedal v pětičlenném italském poslaneckém klubu. V parlamentu podporoval rozšíření výuky italštiny a slovinštiny na místních školách, dosud převážně s německým vyučovacím jazykem.
Profesně se zaměřoval na vodní inženýrství. Napsal řadu studií na téma regulace toků a močálů. Podle jeho projektu byly provedeny vodohospodářské úpravy v Monfalcone. V roce 1873 ho zemský výbor v Kraňsku požádal o zhotovení návrhu hydrologických úprav v krasové oblasti a úprav jezera Cerkniško. Podobně se podílel na návrhu meliorace močálu u Lublaně (Ljubljansko barje).